# Linie 5 (Metro Madrid)
Die Linie 5 (span. Línea 5, kurz L-5) ist eine U-Bahn-Linie der Metro Madrid. Sie führt von Alameda de Osuna nach Casa de Campo, ist 23,2 Kilometer lang und besitzt 32 Stationen. Der durchschnittliche Stationsabstand beträgt 748 Meter.
Die L-5 ist die letzte Linie, die im Kleinprofil erbaut wurde, alle nachfolgenden Linien entstanden im Großprofil; die Bahnsteiglänge beträgt 90 Meter. Die Station La Latina ist mit einer Tiefe von 28 Metern die am tiefsten unter der Erdoberfläche liegende Station des Kleinprofilnetzes. Kurze Abschnitte bei Aluche und Casa de Campo verlaufen oberirdisch, die restliche Strecke ist vollständig unterirdisch.
An elf Stationen kann zu anderen Metrolinien umgestiegen werden, an drei Stationen zur Vorortbahn Cercanías. Casa de Campo ist die einzige Station des Kleinprofilnetzes, wo am selben Bahnsteig umgestiegen werden kann.

## Geschichte
Das erste (aber nicht das älteste) Teilstück der L-5 ist der am 5. Juni 1968 eröffnete Abschnitt zwischen Carabanchel und Callao. Die neue Linie erwies sich zu Beginn als nicht besonders erfolgreich, weil die Metrogesellschaft in den ersten Jahren höhere Fahrpreise als sonst üblich verlangte. Die Strecke wurde anschließend am 2. März 1970 von Callao nach Ventas verlängert. Am selben Tag übernahm die L-5 auch den Abschnitt Ventas – Ciudad Lineal, der bereits seit 1964 von der L-2 befahren worden war.
1970 war die Schmalspurbahn nach Móstoles geschlossen und bis 1976 durch eine Bahnlinie in spanischer Breitspur ersetzt worden. Die Vorortlinie hielt unter anderem auch in Aluche. Um die Umsteigebeziehungen zu verbessern, übernahm die L-5 am 29. Oktober 1976 den seit 1961 bestehenden Abschnitt der L-10 zwischen Carabanchel und Aluche.
Am 18. Januar 1980 folgte der Neubauabschnitt zwischen Ciudad Lineal und Canillejas. Die L-5 dient seither als Zufahrtsstrecke aller Kleinprofillinien zur Hauptbetriebswerkstatt, die sich auf einem weitläufigen Gelände zwischen Canillejas und Las Musas (Endstation der L-7) befindet. Zwischen Carabanchel und Aluche wurde am 27. Oktober 1999 die Zwischenstation Eugenia de Montijo eröffnet; diese befindet sich direkt beim Tunnelausgang. Am 22. Oktober 2002 übernahm die L-5 auch den Abschnitt Aluche – Casa de Campo, der seit 1961 ein Teil der L-10 gewesen war. Am 24. November 2006 wurde die Verlängerung von Canillejas nach Alameda de Osuna in Betrieb genommen.

## Geplante Verlängerung zum Flughafen
Im Frühjahr 2020 wurde bestätigt, dass die Linie 5 um 1,5 km von der jetzigen Endstation Alameda de Osuna bis zum Flughafen Barajas verlängert werden soll. Neue Endstation wird die Station Aeropuerto T1-T2-T3 werden. Diese wird im Augenblick nur von der Linie 8 bedient, soll für das zu erwartende größere Fahrgastaufkommen großzügig umgebaut werden. Die Planer gehen davon aus, dass die Fahrgastzahlen im Flughafenbereich um bis zu 50 % steigen werden. Die Baukosten werden auf etwa 75 Millionen Euro veranschlagt.